# Evangelische Stadtpfarrkirche Sebeș

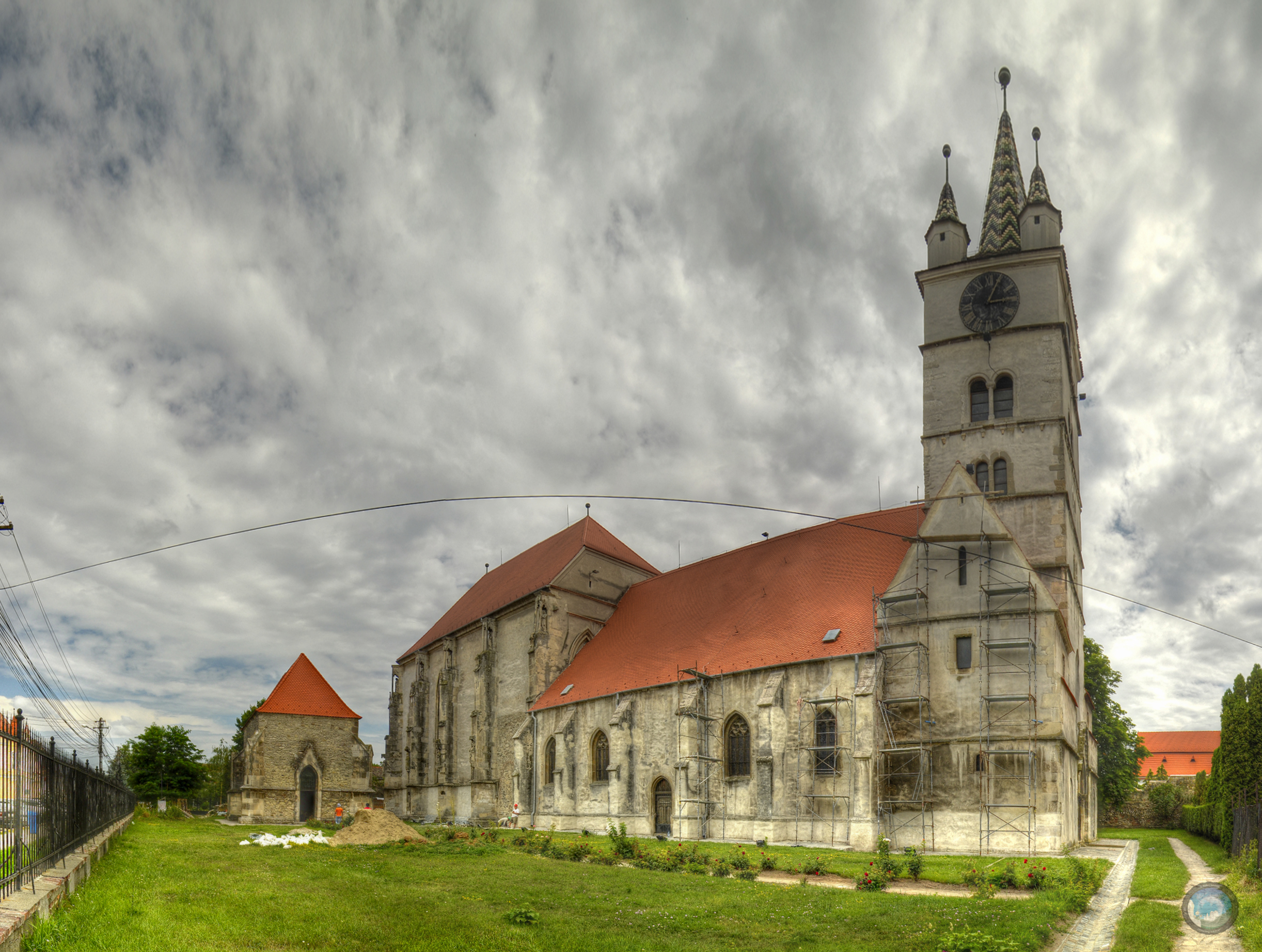
Ensemble der Evangelischen Stadtpfarrkirche

Die Evangelische Stadtpfarrkirche in Sebeș (rumänisch Biserica evanghelică din Sebeș) ist ein gotisches Kirchenbauwerk in Siebenbürgen und zählt zu den Baudenkmälern des Kulturerbes in Rumänien. Sie wurde im Mittelalter von den Siebenbürger Sachsen errichtet und dient heute der Evangelischen Kirche A.B. in Rumänien.

## Lage und Ensemble

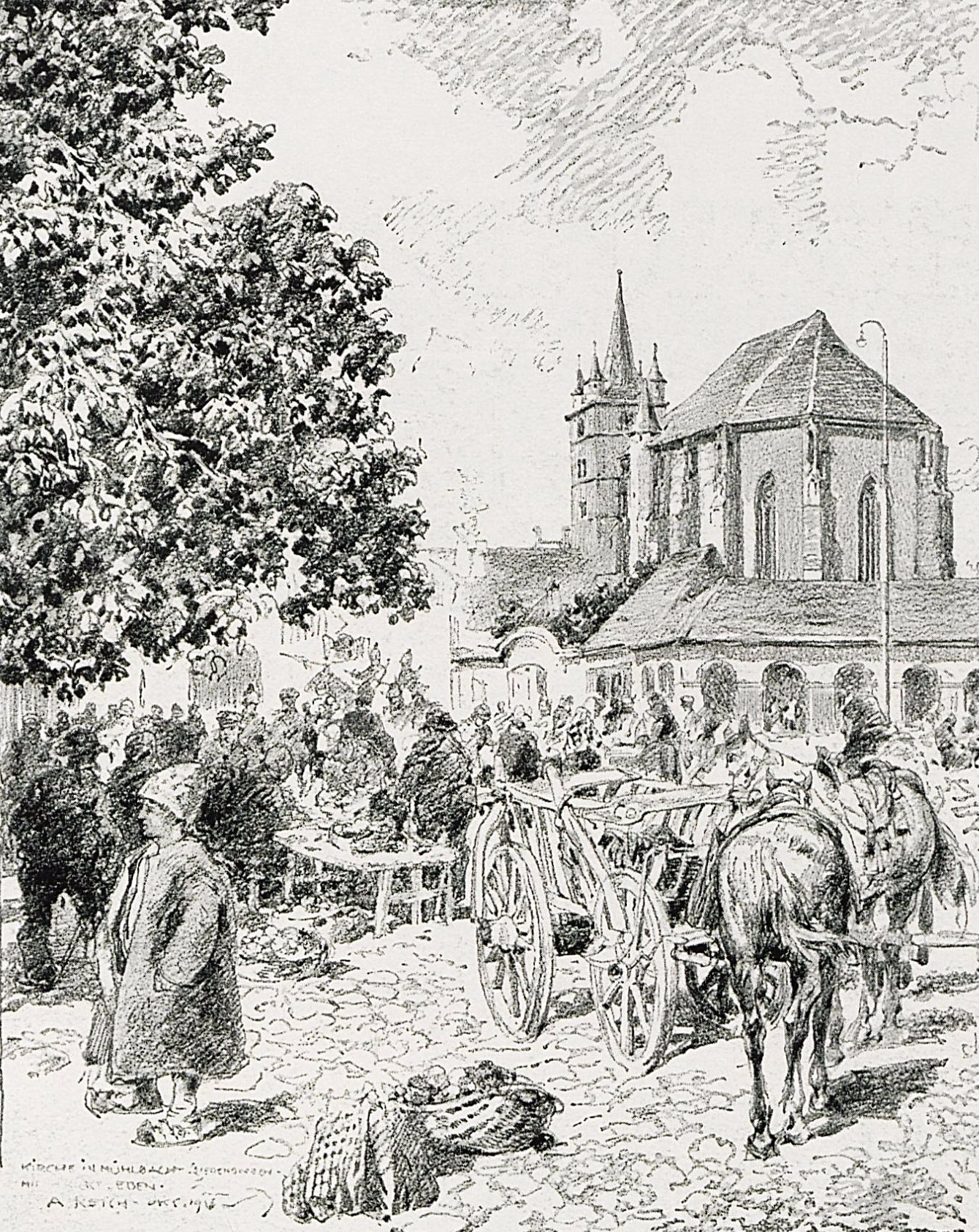
Zeichnung von Albert Reich, 1916

Die Kirche befindet sich an der Adresse Piața Primăriei 5. Sie ist Teil eines denkmalgeschützten Ensembles, das neben der Hauptkirche, die Jakobskapelle (Capela Sf. Iacob, etwa 1420 errichtet), das ehemalige evangelische Pfarrhaus, heute als Haus des Glöckners bekannt und eine historische Umfassungsmauer umfasst, welches im Verzeichnis der historischen Denkmäler Rumäniens unter dem Code AB-II-a-A-00355 geführt wird.

## Geschichte
Mit dem Bau wurde gegen Ende des 13. Jahrhunderts begonnen; die Fertigstellung zog sich bis in das 16. Jahrhundert hinein. Die Kirche wurde von den Siebenbürger Sachsen errichtet, die im Hochmittelalter zur Besiedlung und Urbanisierung Siebenbürgens beigetragen hatten. Nach Einführung der Reformation im 16. Jahrhundert trat die Gemeinde zum Luthertum über, und die Kirche wurde zur Hauptkirche der evangelischen Stadtgemeinde. Ab dem Jahr 1796 durften in den Gruften der evangelischen Kirche keine Beisetzungen mehr stattfinden. Auch nach den Enteignungen und Nutzungsbeschränkungen im kommunistischen Rumänien blieb sie ein wichtiges religiöses und kulturelles Zentrum der deutschsprachigen Minderheit.

## Architektur

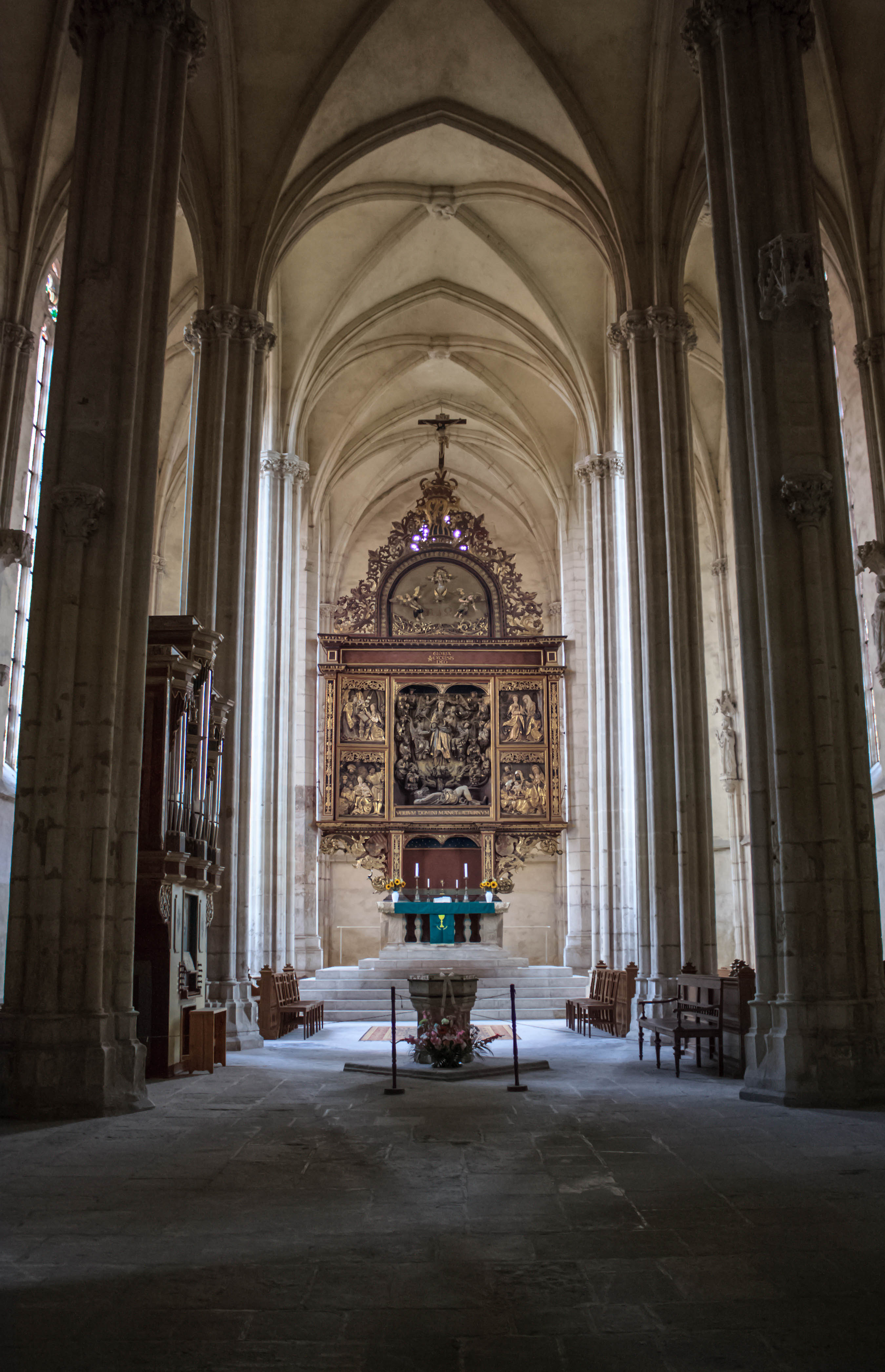
Altarbereich

Die Evangelische Stadtpfarrkirche ist ein typisches Beispiel der gotischen Kirchenarchitektur Siebenbürgens. Sie besitzt eine dreischiffige Basilika-Struktur, ein erhöhtes Mittelschiff mit Spitzbogenfenstern und Rippengewölben, Strebepfeiler und Maßwerk. Erhalten sind auch ältere Bauelemente aus der Romanik sowie Umbauten aus dem Barock und dem Klassizismus. Zu den Ausstattungsstücken zählen Reste eines Flügelaltars, Grabplatten bedeutender Bürger, Fragmente von Wandmalereien.